# アナカンプセロス属
アナカンプロセス属（アナカンプセロスぞく、学：Anacampseros）は、アナカンプロセス科に属する属の一つ。または、アナカンプセロス属に属する植物の総称。

## 特徴
南部アフリカ原産の小型の多年草で、全草が白い綿状の組織をまとっているのが特徴である。生育期は春季と秋季で、一部品種は紅葉する。このため、一部品種は多肉植物として親しまれている。耐乾性、耐寒性、耐暑性ともに優れる。

## 名称
「Anakanpto」＋「Eros」の合成語である。意味は「愛を戻す」となるが、正確な起源と理由は不明。

## 種
ここでは有名な種を掲載する。出典元はこちら。
- 桜吹雪（さくらふぶき）

　（Anacampseros rufescens 'Sakurafubuki'）
- 茶傘（ちゃかさ）

　（nacampseros crinita）
- 花吹雪（はなふぶき）

　（Anacampseros tomentosa）
- 春夢殿（はるゆめでん）

　（Anacampseros 'Haruyumeden'）
- 菱紫（ひしむらさき）

　（Anacampseros telephiastrum）
- 吹雪の松（ふぶきのまつ）

　（Anacampseros rufescens f.variegata）
- 妖精の舞（ようせいのまい）

　（Anacampseros albissima）

## ギャラリー

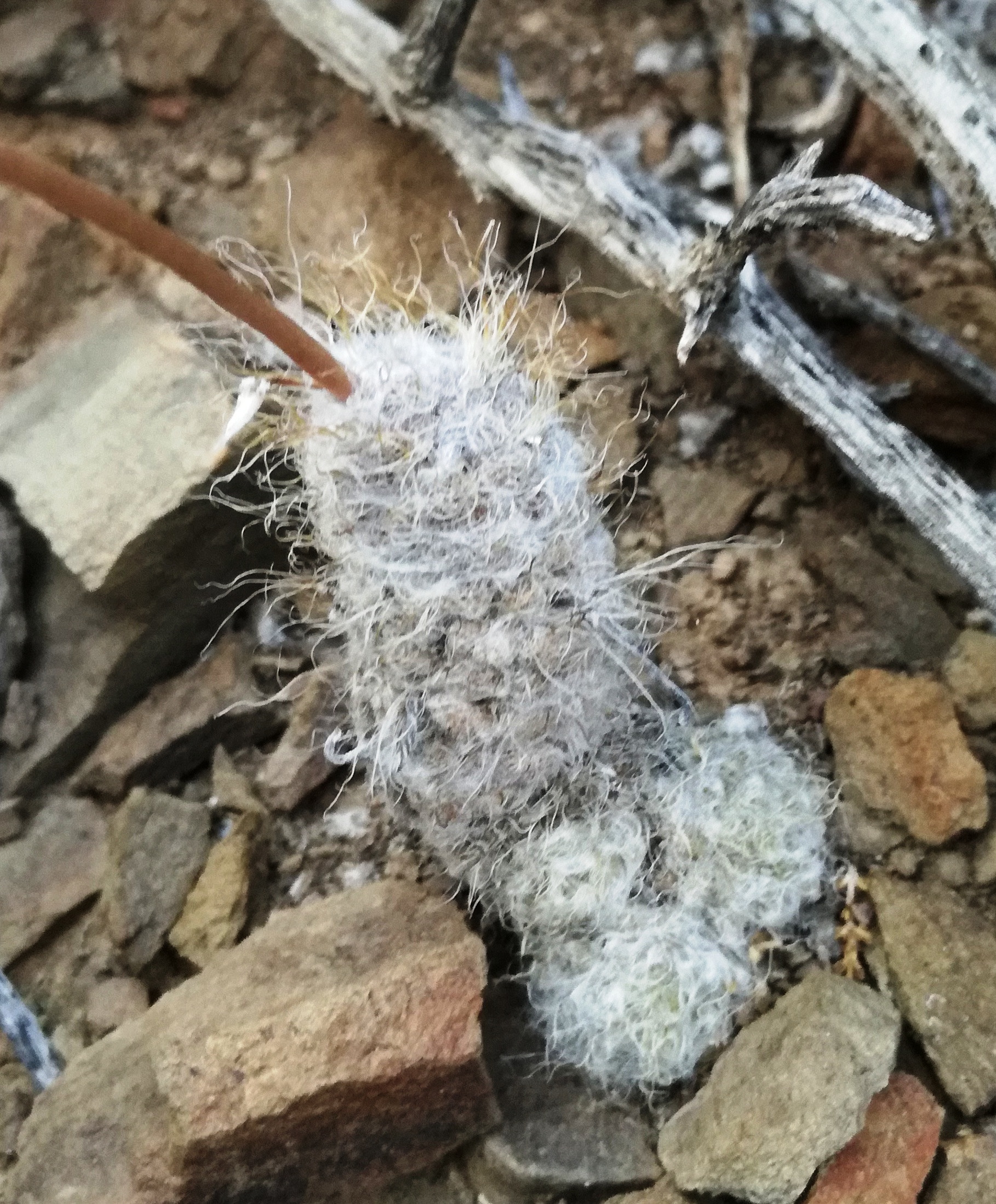
アルビディフローラ種
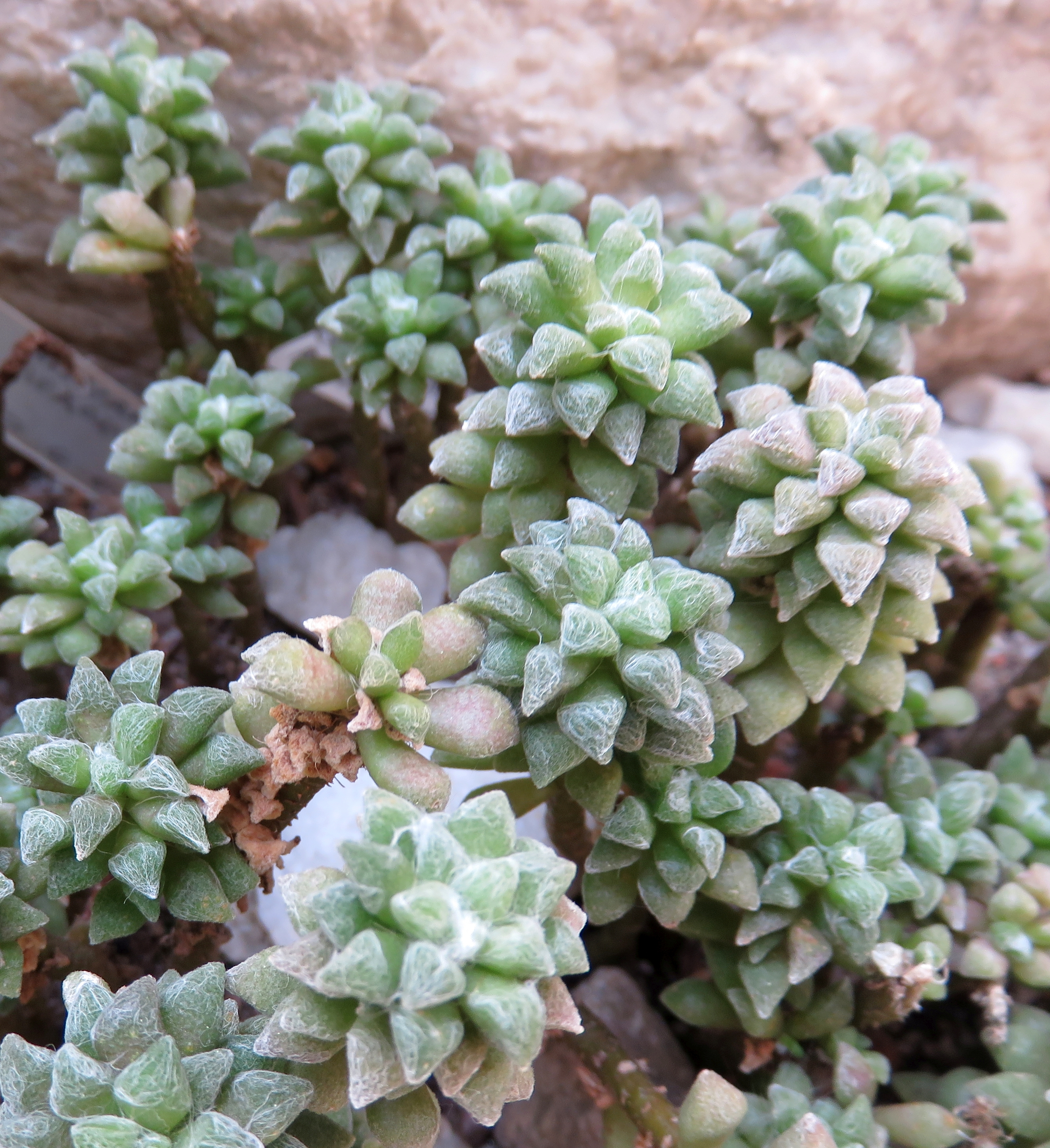
アラクノイデス種
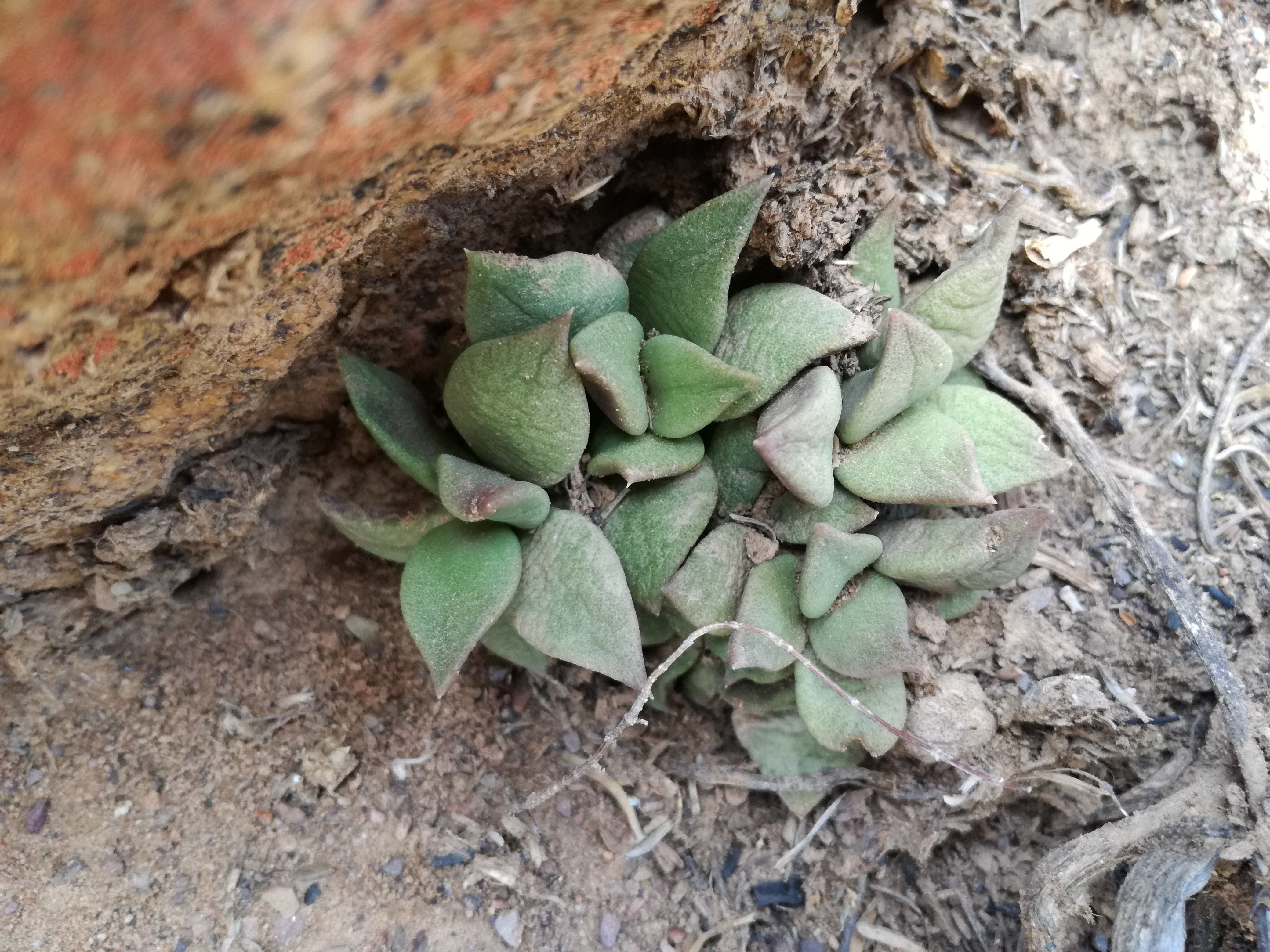
フィアストルム種
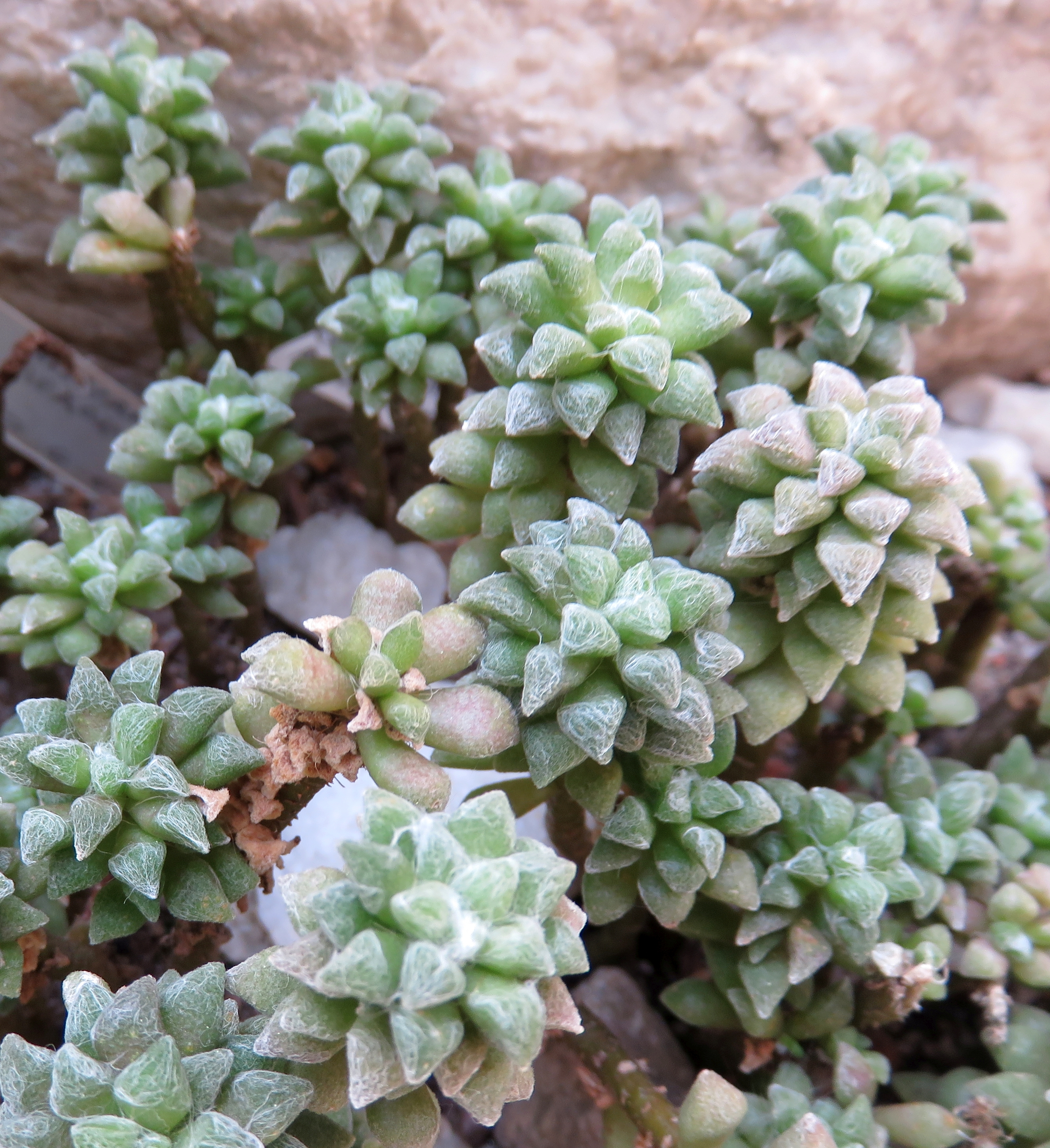
フィラメントーサ種
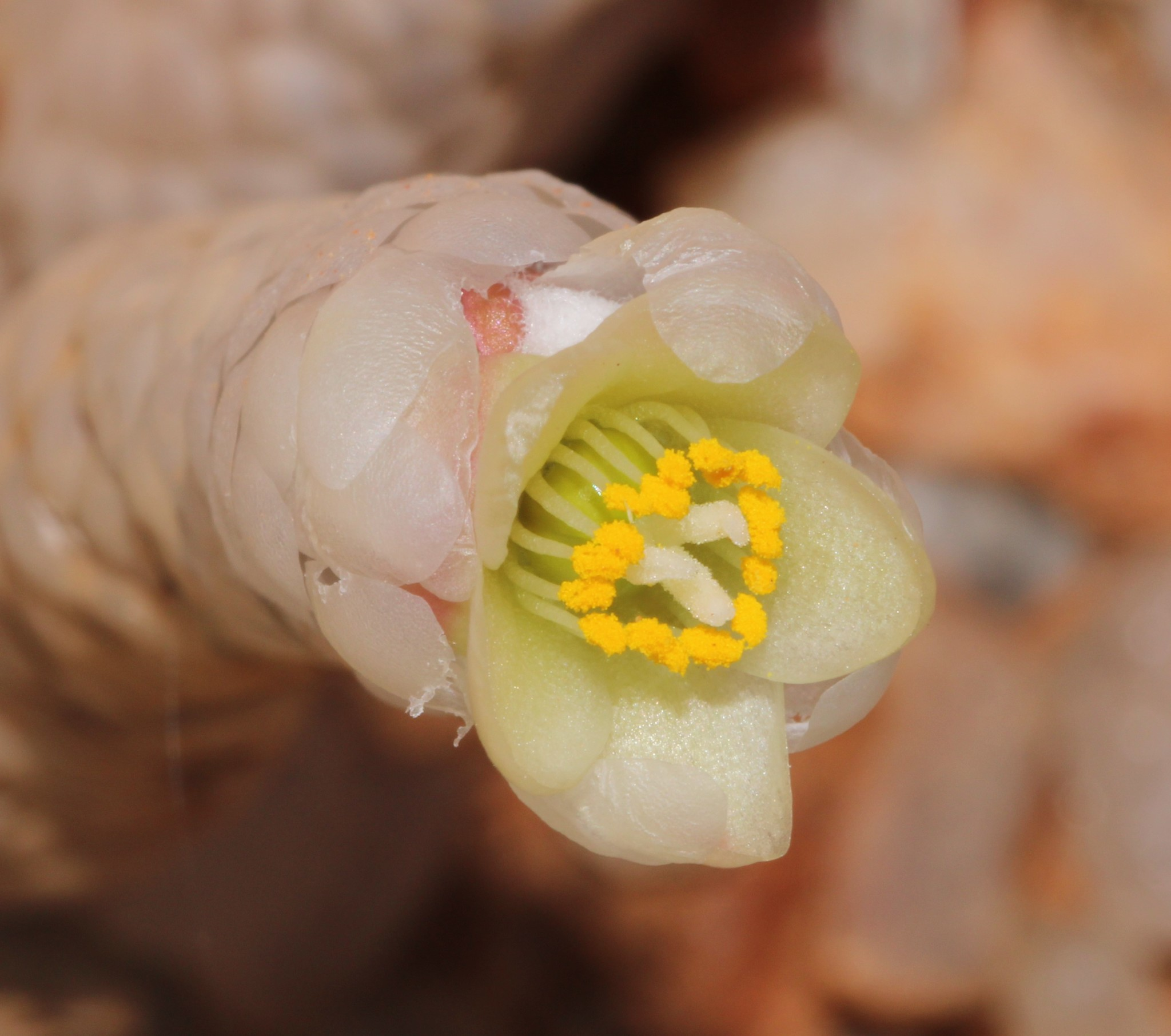
パピラセア種
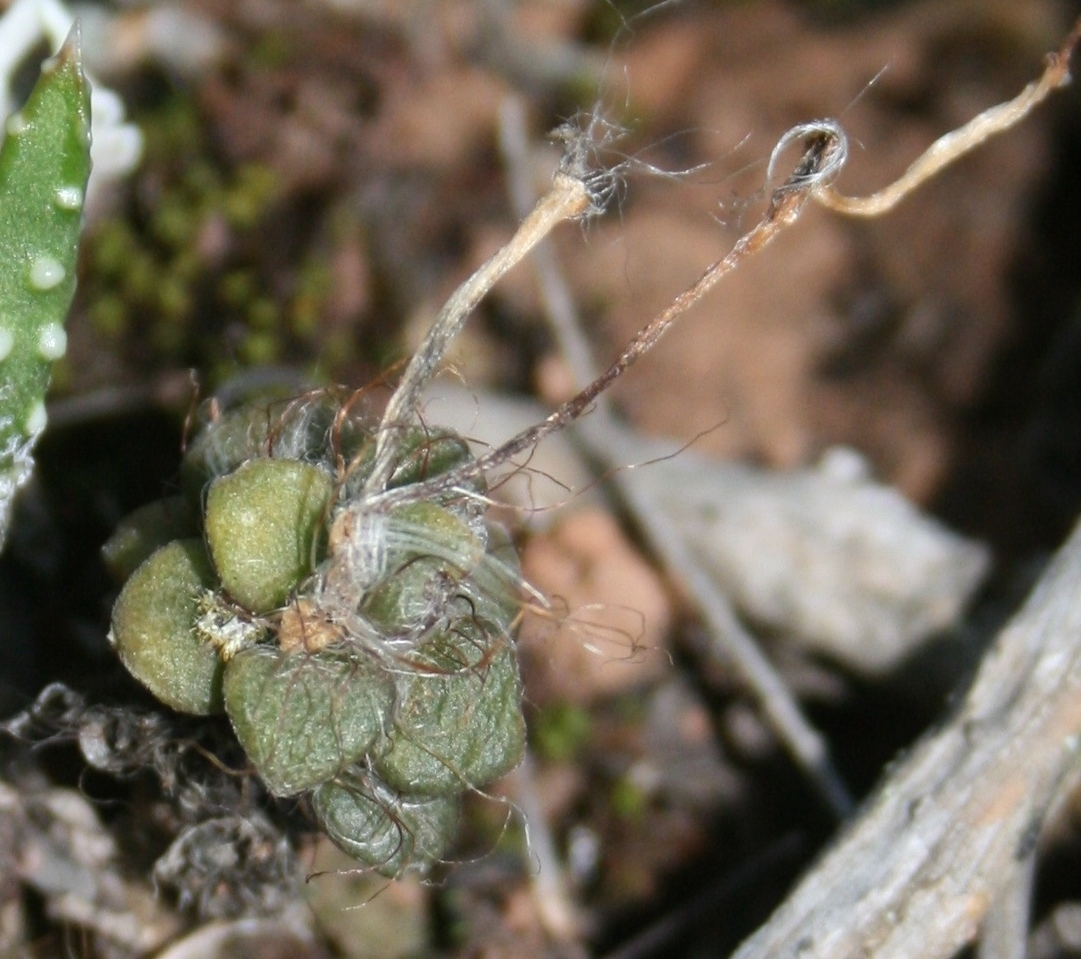
レツーサ種